# Just Surrender
Just Surrender je americká pop punková hudební skupina, která vznikla v osadě Dover Plains u New Yorku ve státě New York v roce 2003. Dříve byla kapela známá jako A Second Chance. V dnešní pětičlenné sestavě jsou Jason Maffucci (zpěv, basová kytara), Dan Simons (zpěv, rytmická kytara), Steve Miller (bicí), Jolly Ubriaco (kytara) a Ryan Kienle (basová kytara). Kapela dodnes vydala 3 studiová alba a 3 EP alba. V současné době pracuje na čtvrtém studiovém albu.

## Historie

### Začátky, první album a úspěch (2003-2007)
Kapelu Just Surrender založili tři studenti střední školy Jason Maffucci, Andrew Meunier a Steve Miller v roce 2003. Později ten rok se k nim přidal ještě Dan Simons. Pod původním jménem A Second Chance vydali samostatně dvě EP alba - In Your Silence (2003) a A Second Chance (2004). V roce 2005 vydala kapela svoje první studiové album s názvem If These Streets Could Talk, které vydalo vydavatelství Broken English Records. Album obsahuje několik písní z předchozích EP. Přestože hudební kritici kapele vyčítali, že nehraje nic originálního a spíše kopíruje styl známých skupin, skupina si získala poměrně dost fanoušků, například na hudební síti PureVolume měla za měsíc více než 400 000 přehrávek.
Poté vyrazila kapela na několik turné a koncertovala s kapelami Autopilot Off, Bayside, My American Heart, TheStart, Cartel, Hawthorne Heights, Matchbook Romance, The Early November, Armor for Sleep, The Classic Crime, The Audition, All Time Low, Mayday Parade, Every Avenue, Set Your Goals, Powerspace, Bowling for Soup, We the Kings a Metro Station.
V roce 2005 z kapely odešel kytarista Andrew Meunier a nahradil ho Alex Haycraft (dříve ze skupiny Park. Později v roce 2008 se však Meunier do kapely vrátil. Haycraft se přesunul na pozici baskytaristy.

### We're In Like Sin, Stronger Now a Phoenix (2007-2010)
21. srpna 2007 vydala kapela svoje druhé studiové album s názvem We're In Like Sin, ze kterého vzešel také singl s názvem „Body Language and Bad Habits“. Album získalo lepší ocenění od hudebních kritiků než album předchozí.
V roce 2009 se kapela podívala do Spojeného království a po návratu napsala a v červenci roku 2009 vydala další EP s názvem Stronger Now. Nejprve bylo album přístupné pouze na Warped Tour, kterého se kapela zúčastnila, a později bylo vydáno až 12. srpna 2009. Oproti předchozím albům kapela změnila styl, od pop punku přešla nyní k těžší muzice post-hardcoru. V listopadu roku 2009 se kapela přidala ke skupině Hawthorne Heights na jejich turné Never Sleep Again Tour.
Na přelomu let 2009 a 2010 došlo k další změně v sestavě, kapelu znovu opustil Andrew Meunier a s ním i Alex Haycraft. Místo nich přišli Kyle Shellhammer (původně ze skupiny The High Court na pozici baskytaristy a do role kytaristy přišel Jolly Ubriaco. V červenci roku 2010 vydala kapela své třetí studiové album s názvem Phoenix, které obsahovalo hity z EP alba Stronger Now, „Crazy“ a „Stronger Now“. Píseň „On My Own“ byla vydána už dříve jako singl, na který kapela přidala i akustickou verzi „Burning Up“. Album získalo kladnou kritiku. Kapela vyrazila na turné Zumiez Couch Tour s kapelami Hit the Lights a The Maine.

### Zvěsti o ukončení činnosti, čtvrté studiové album (2011-současnost)
Po turné s kapelami Hit the Lights a The Maine se na internetu objevily zvěsti, že kapela ukončí svoji činnost. Ty vzešly ze zpráv, které kapela umisťovala na svůj Facebookový profil.
| „                | Všem fanouškům, co nás podpořili, díky. Pokud jste byli dost milí, abyste nám půjčili kus své země, díky. Děláme to už 10 let, a přestože nám kritici říkají, že jsme jen obyčejná kapela se špatnými texty, někteří z vás si ty písně vzali a udělali si z nich soundtrack ke svému životu. Za to vám moc díky. Opravdu nevím, co budoucnost chystá pro Just Surrender. Vždy, když zapjíte právníky, peníze a smluvní spory, výsledek je bolestivý. Hudební business je hazard, který 9/10 nevyhraje. Jsem rád, že jsme vydali tři nahrávky a mohli s vámi sdílet náš život. Všem kapelám, se kterými jsme vystupovali: Omlouváme se, že jsme vypli tolik piva. Přijďte se podívat na naši show, než bude pozdě! | “ |
| — Just Surrender | |   |

Navzdory tomu kapela vystupovala na koncertech po celý rok 2011 a začala pracovat na čtvrtém studiovém albu. Došlo také k další změně v sestavě. Ryan Kienle nahradil Kyla Shellhammera.

## Diskografie

### Studiová alba
- If These Streets Could Talk (2005)
- We're In Like Sin (2007)
- Phoenix (2010)

### EP alba
- In Your Silence (2003)
- A Second Chance (2004)
- Stronger Now (2009)

## Sestava

### Dnešní sestava
- Jason Maffucci - zpěv, basová kytara
- Dan Simons - zpěv, rytmická kytara
- Steve Miller - bicí
- Jolly Ubriaco - vedoucí kytara
- Ryan Kienle - basová kytara

### Dřívější členové
- Kyle Shellhammer - basová kytara
- Andrew Meunier - kytara, doprovodný zpěv
- Alex Haycraft - kytara, basová kytara, doprovodný zpěv
- Dan Gilmartin - kytara
- Seth Lynch - kytara